# المذرة (مناخة)

تعديل مصدري - تعديل

المذرة هي إحدى قرى عزلة لهاب بمديرية مناخة التابعة لمحافظة صنعاء، بلغ تعداد سكانها 416 نسمة حسب تعداد اليمن لعام 2004.